# Ctenichneumon ruidosensis
Ctenichneumon ruidosensis är en stekelart som först beskrevs av Cockerell 1898.  Ctenichneumon ruidosensis ingår i släktet Ctenichneumon och familjen brokparasitsteklar. Inga underarter finns listade i Catalogue of Life.